# Howard L. Weiner
Howard L. Weiner (nacido el 25 de diciembre de 1944) es un neurólogo, neurocientífico e inmunólogo estadounidense que también es escritor y cineasta. Realiza investigación clínica y básica enfocada en la esclerosis múltiple (EM) y otras enfermedades neurológicas como la enfermedad de Alzheimer y la enfermedad de Lou Gehrig (ELA). Su trabajo también se centra en enfermedades autoinmunes como la diabetes. 
Weiner es profesor de neurología de la cátedra Robert L. Kroc en la Escuela de Medicina de Harvard, director del Brigham MS Center en el Brigham and Women's Hospital y codirector del Ann Romney Center for Neurologic Diseases establecido en 2014, en el Hospital Brigham and Women's en Boston, Massachusetts.

## Vida personal
Weiner nació en 1944 en Denver, Colorado. Su madre, Charlotte (Wasserstrom), nació en Viena, Austria, en 1922, y su padre, Paul, nació en Viena, Austria, en 1917, ambos de familias judías asquenazíes. La familia de su madre trabajaba como peletera y la familia de su padre era propietaria de una gran tienda de ropa en el elegante barrio de Am Graben, en el centro de Viena.
En 1968 se casó con su esposa, Mira (Avinery), se instaló en el área de Boston y crio a dos hijos. Dan Weiner, es cofundador y socio gerente de RevelOne, una empresa de estrategia y talento de marketing para empresas de tecnología. Su hijo menor es Ron Weiner, guionista de televisión con créditos como Silicon Valley (serie de televisión) y 30 Rock.

## Educación
Weiner se licenció en filosofía en el Dartmouth College (1962-1965) y lo dejó después de tres años para estudiar medicina.
Weiner se licenció en medicina en la Facultad de Medicina de la Universidad de Colorado en 1969 y realizó sus prácticas médicas en el Centro Médico Sheba en Tel HaShomer, Israel, su residencia médica en el Centro Médico Beth Israel Deaconess, Boston (1970-1971) y su residencia en neurología. en el Programa Harvard Longwood en Neurología (1971-1974).
En 1972, durante su residencia de neurología, Weiner publicó Neurology for the House Officer con Lawrence P. Levitt, un compañero residente de neurología. Neurology for the House Officer se convirtió en un manual muy utilizado que ofrecía un enfoque práctico para tratar las enfermedades neurológicas. Se tradujo al francés, español, portugués, ruso, chino y japonés. En la actualidad se encuentra en su octava edición, cuyo autor es el Dr. Alex Rae Grant y se titula Weiner and Levitt's Neurology for the House Officer. Weiner también publicó Pediatric Neurology for the House Officer con Levitt y Mike Bresnan y Case Histories in Neurology for the House Officer con Levitt y Stephen Hauser. 
Tras su residencia, Weiner recibió una beca especial de la Sociedad de Esclerosis Múltiple de Colorado para estudiar inmunología en el laboratorio de Henry Claman en la Facultad de Medicina de la Universidad de Colorado, donde estudió la estimulación de los linfocitos B por la antiinmunoglobulina. A continuación, regresó a la Facultad de Medicina de Harvard, donde aceptó un puesto de investigación en el laboratorio de Bernard N. Fields, donde estudió las interacciones virales del huésped utilizando el sistema modelo del reovirus.

## Carrera en la Facultad de Medicina de Harvard
En 1985, Weiner recibió una cátedra dotada por la Fundación Kroc de Santa Inés, California, para su estudio de la esclerosis múltiple con una donación de 1 millón de dólares a la Facultad de Medicina de Harvard. La cátedra recibió el nombre de Robert L. Kroc, hermano de Ray Kroc, fundador de McDonald's. Se crearon tres cátedras Kroc en Estados Unidos para apoyar la investigación de las enfermedades autoinmunes de la esclerosis múltiple, la diabetes y la artritis reumatoide, ya que los miembros de la familia Kroc padecían estas enfermedades.
En 1985, junto con Dennis J. Selkoe, Weiner creó el Centro de Enfermedades Neurológicas del Brigham and Women's Hospital que actualmente codirige con Selkoe. En 2014, pasó a llamarse Centro Ann Romney de Enfermedades Neurológicas. El centro lleva a cabo investigación básica y traslacional en esclerosis múltiple, enfermedad de Alzheimer, esclerosis lateral amiotrófica, enfermedad de Parkinson y glioblastoma, y cuenta con 250 científicos y personal de investigación. 
En 2003, en honor al 60.º cumpleaños de Weiner y en reconocimiento a sus investigaciones sobre la esclerosis múltiple y otras enfermedades neurológicas, Biogen, una empresa de biotecnología con sede en Boston, hizo una donación de 3,3 millones de dólares a la Facultad de Medicina de Harvard para crear la cátedra Howard L. Weiner de neurociencia en Harvard. Dado que una cátedra no puede llevar el nombre de un miembro activo de la facultad, la cátedra recibió el nombre de Samuel L. Wasserstrom, el abuelo materno de Weiner que fue asesinado en el Holocausto. Vijay K. Kuchroo fue nombrado primer titular de la cátedra Wasserstrom. La cátedra llevará el nombre de Weiner tras su jubilación. A lo largo de su carrera, Weiner ha formado a más de 110 clínicos y científicos.

## Investigación médica
El principal objetivo de la carrera de Weiner ha sido el estudio de la esclerosis múltiple, que comenzó en 1972 como residente de neurología en el Hospital Peter Bent Brigham de Boston. Más recientemente ha estudiado los mecanismos inmunitarios en otras enfermedades neurológicas, como la enfermedad de Alzheimer y la ELA. Ha publicado más de 600 artículos en la literatura científica. En 1983, junto con Stephen L. Hauser, actual director del Instituto Weill de Neurociencias y profesor de neurología de la Universidad de California en San Francisco, publicó un artículo fundamental sobre el tratamiento de la esclerosis múltiple en The New England Journal of Medicine. En él se demostraba en un ensayo controlado el profundo efecto del fármaco inmunosupresor y quimioterápico ciclofosfamida para detener la EM activa y progresiva.
El artículo introdujo la marcha cronometrada de 25 pies (índice de deambulación) que posteriormente se ha convertido en una medida clínica clásica en la EM. En el año 2000, Weiner fundó el Centro de Esclerosis Múltiple Partners (ahora llamado Centro de EM Brigham) en el Hospital Brigham and Women's. El Centro de EM Brigham engloba a pacientes adultos y pediátricos del Brigham and Women's Hospital y del Massachusetts General Hospital, respectivamente. Ambos son hospitales miembros del sistema Mass General Brigham de Boston. El Brigham MS Center ha servido de modelo para la atención integral de los pacientes con EM e incluye atención clínica e investigación, un centro de infusión y un MRI dedicado a la resonancia magnética. El Brigham MS Center recibe 6.000 visitas de pacientes al año. Weiner creó el estudio CLIMB (Investigación Longitudinal Integral de la Esclerosis Múltiple en el Hospital Brigham y de Mujeres). 
El estudio CLIMB de la historia natural de la EM, que de forma análoga al Estudio del Corazón de Framingham, realiza un seguimiento de más de 2.000 pacientes con exámenes anuales, estudios de sangre e imágenes de resonancia magnética para comprender el curso de la EM a lo largo del tiempo. Weiner ha sido pionero en la investigación básica y la aplicación de la tolerancia oral para el tratamiento de enfermedades autoinmunes e inflamatorias. En 2021, inició los ensayos en humanos de una vacuna nasal para el tratamiento de la enfermedad de Alzheimer.

## Biotecnología
En 1994, Weiner fundó Autoimmune, Inc, una empresa de biotecnología que desarrolló la aplicación de la tolerancia oral para el tratamiento de enfermedades autoinmunes como la EM, la artritis reumatoide y la diabetes tipo 1. Susan Quinn, una escritora conocida por su biografía de Marie Curie, relató el viaje de Weiner con Autoimmune, Inc en un libro titulado Ensayos humanos: científicos, inversores y pacientes en busca de una cura. Tiziana Life Sciences está desarrollando actualmente el desarrollo clínico de la tolerancia oral y nasal utilizando el anticuerpo monoclonal anti-CD3 (foralumab), incluidos los estudios en COVID-19. Con base en la investigación de Weiner, Tilos Therapeutics Archivado el 2 de septiembre de 2019 en Wayback Machine. se formó en 2016 y está desarrollando el tratamiento del cáncer utilizando un anticuerpo monoclonal que es un nuevo inhibidor de puntos de control que se dirige al TGF-beta y las células T reguladoras. Tilos Therapeutics fue adquirida por Merck & Co en 2019.

## Premios
En 2003, Weiner recibió el Premio John Dystel de investigación sobre la esclerosis múltiple por su trabajo sobre la inmunología y la inmunoterapia de la esclerosis múltiple, otorgado por la Academia Americana de Neurología y la Sociedad Nacional de EM. En 2012, Weiner recibió el Premio a la Investigación Transformadora de los Institutos Nacionales de la Salud por la investigación del sistema inmunitario innato en la enfermedad de Alzheimer. De 750 solicitudes para el premio, solo se concedieron 20, y el vídeo de Weiner obtuvo el primer puesto.

## Carrera cinematográfica
Weiner escribió, produjo y dirigió un documental titulado What is Life: The Movie que se estrenó en 2011. La película ganó cuatro premios Los Angeles Movie Awards 2011 en la categoría de Largometraje Documental: Premio a la Excelencia, Mejor Cinematografía, Mejor Montaje y Mejores Efectos Visuales. Su segunda película, The Last Poker Game, es un largometraje narrativo que Weiner escribió, produjo y dirigió, protagonizado por Martin Landau y Paul Sorvino. Tuvo su estreno mundial en el Festival de Cine de Tribeca el 24 de abril de 2017. La película tuvo un estreno limitado en cines el 12 de enero de 2018 como Abe and Phil's Last Poker Game y ya está disponible en iTunes y Amazon. La película también ha recibido elogios de la crítica en Variety y Village Voice.

## Libros
Weiner publicó la novela The Children's Ward (Putnam New York) en 1980. En 2007, Weiner publicó Curing MS: How Science is Solving the Mysteries of Multiple Sclerosis (Crown: Nueva York). El libro relata tanto la historia de la EM como el diario personal de Weiner sobre la investigación y el tratamiento de la EM. El último libro de Weiner, The Brain Under Siege, se publicó en 2021. En su libro, Weiner compara el cerebro con la escena de un crimen, mostrando a los lectores cómo las "pistas" apuntan a las causas y sugieren caminos hacia una cura.